# Gråpudrat skogsfly
Gråpudrat skogsfly, Xestia rhaetica, är en fjärilsart som först beskrevs av Otto Staudinger 1871.  Gråpudrat skogsfly ingår i släktet Xestia, och familjen nattflyn, Noctuidae.  Enligt den finländska rödlistan är arten nära hotad, NT, i Finland. Arten har en livskraftig, LC, population i Sverige. Artens livsmiljö är friska och lundartade skogar. En underart finns listad i Catalogue of Life, Xestia (Pachnobia) rhaetica norica Löberbauer, 1952